# Patty Kempner
Patricia (Patty) Kempner (Augusta (Georgia), 24 augustus 1942) is een Amerikaanse zwemster.

## Biografie
Als dertienjarige werd Kempner vijfde op de Amerikaanse Trials voor de spelen van 1956 en plaatste zich niet voor de spelen.
Kempner won tijdens de Olympische Zomerspelen van 1960 de gouden medaille op de 4×100 meter wisselslag in een wereldrecord. Op de 200m schoolslag werd zij zevende.

## Internationale toernooien
| Jaar | Olympische Spelen                      |
| ---- | -------------------------------------- |
| 1960 | 7e 200m schoolslag · 4×100m wisselslag |

1960: Burke, Kempner, Schuler, von Saltza ·
1964: Ferguson, Goyette, Stouder, Ellis ·
1968: Hall, Ball, Daniel, Pedersen ·
1972: Belote, Carr, Deardurff, Neilson ·
1976: Richter, Anke, Pollack, Ender ·
1980: Reinisch, Geweniger, Pollack, Metschuck ·
1984: Andrews, Caulkins, Meagher, Hogshead ·
1988: Otto, Hörner, Weigang, Meißner ·
1992: Loveless, Nall, Ahmann-Leighton, Thompson ·
1996: Botsford, Beard, Martino, Van Dyken ·
2000: Bedford, Quann, Thompson, Torres ·
2004: Rooney, Jones, Thomas, Henry ·
2008: Seebohm, Jones, Schipper, Trickett ·
2012: Franklin, Soni, Vollmer, Schmitt ·
2016: Baker, King, Vollmer, Manuel ·
2020: K. McKeown, Hodges, E. McKeon, Campbell ·
2024: Smith, King, Walsh, Huske